# 台灣拉麵
台灣拉麵（日语：／ Taiwan rāmen）是主要在中京圈台灣料理店提供的辣味拉麵。此料理發源自愛知縣名古屋市，現視作名古屋料理。在臺灣販賣此種麵食的店家，則稱之為名古屋拉麵。

## 作法
台灣拉麵是將絞肉大火快炒，並加上韭菜、蔥、豆芽菜與辣椒一起拌炒，最後加上以醬油為基底熬成的高湯，淋到煮好的麵上製成的蓋澆麵，最後依個人口味再放入大量的大蒜也是一大特點。

## 發祥和普及
臺灣拉麵發祥於1970年代，起源於名古屋市千種區今池的一家叫做「味仙」的臺灣料理店，老板郭明優將臺南小吃擔仔麵與四川的辣味結合而成。。拉麵配合名古屋人的口味而調味加辣，因為是台灣人老闆首創所以取名為「台灣拉麵」。台灣當地雖有四川風等辛辣的麵類料理，卻不存在同樣的激辛拉麵（與「日式拿坡里義大利麵」或「日式美國咖啡」一樣，不是源自當地。）

## 外部連結
- 味仙 （页面存档备份，存于）（發祥地）
- 维基共享资源上的相關多媒體資源：台灣拉麵